# Zdeněk Kůs
Zdeněk Kůs (* 4. května 1960 Sušice) je český vysokoškolský pedagog, v letech 2010 až 2018 rektor Technické univerzity v Liberci.

## Život
Vystudoval České vysoké učení technické v Praze (promoval v roce 1984, titul Ing.). Doktorát získal v roce 1996 na Fakultě textilní Technické univerzity v Liberci (titul Dr.). Na téže fakultě se v roce 2000 habilitoval docentem (získal titul doc) a v roce 2006 byl jmenován profesorem.
Ve své odborné práci se zabývá aplikacemi výpočetní techniky v textilní a oděvní výrobě, simulací výrobních procesů v oděvní výrobě a vývojem měřicích metod pro textilní materiály a výrobky.
V letech 1999 až 2004 vykonával funkci předsedy Akademického senátu Technické univerzity v Liberci, od roku 2004 působil jako prorektor pro rozvoj a výstavbu. V říjnu 2009 byl zvolen rektorem TUL. V lednu 2010 ho do funkce jmenoval prezident Václav Klaus, řízení univerzity se ujal od 1. února 2010. Na podzim 2013 funkci rektora obhájil, následně jej v lednu 2014 jmenoval prezident Miloš Zeman. Druhé funkční období mu započalo 1. února 2014 a skončilo na konci ledna 2018.
Byl místopředsedou České konference rektorů pro oblast tvůrčích činností a v letech 2016–2017 byl členem Rady pro výzkum, vývoj a inovace. Na členství v radě rezignoval v momentě, kdy se stal místopředsedou Technologické agentury ČR.
V roce 2017 obdržel cenu Pocta hejtmana Libereckého kraje za celoživotní přínos v oblasti vědy, výzkumu a vzdělávání. Zasloužil se na vzniku Fakulty zdravotnických studií Technické univerzity v Liberci. Podpořil také snahu Krajské nemocnice Liberec získat statut výzkumného pracoviště, který Rada pro výzkum, vývoj a inovace schválila v lednu 2017.